# Phúng dụ

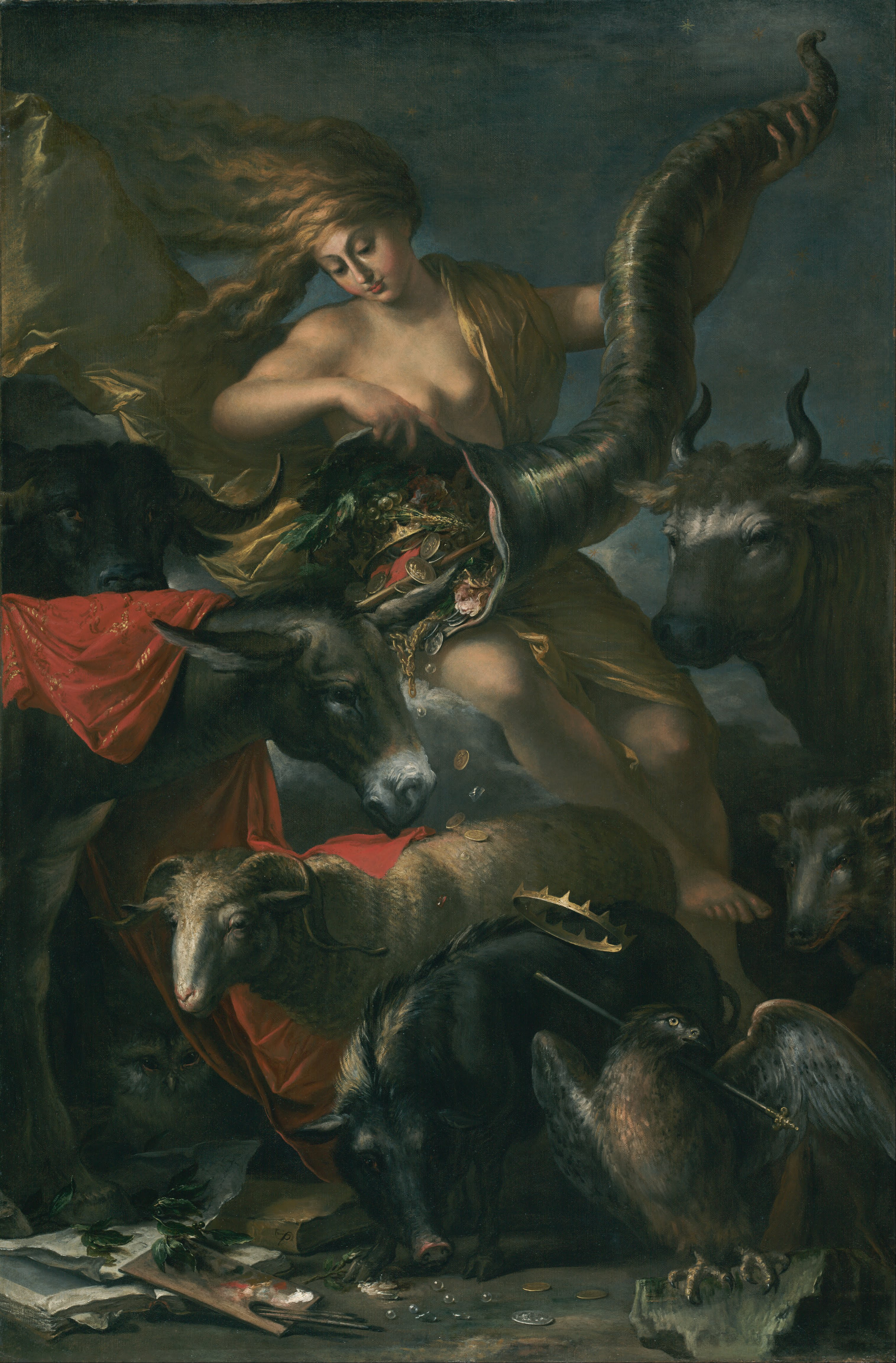
Tranh vẽ phúng dụ về sự giàu có

Phúng dụ hay nói bóng hoặc ám chỉ, là một biện pháp chuyển nghĩa trong nghệ thuật ngôn từ; một kiểu hình tượng, một nguyên tắc tư duy và tổ chức trong nghệ thuật nói chung – thường liên quan đến đạo đức, văn hóa hoặc chính trị. Xuyên suốt lịch sử, các tác giả đã sử dụng phúng dụ trong nhiều loại hình nghệ thuật nhằm minh họa và truyền đạt những tư tưởng hay khái niệm phức tạp theo cách dễ tiếp cận hoặc gây ấn tượng mạnh đối với người xem, người đọc hoặc người nghe. 
Các nhà văn và diễn giả thường dùng phúng dụ để truyền tải những ý nghĩa phức tạp hoặc (bán)ẩn thông qua các hình tượng biểu trưng, hành động, hình ảnh hoặc sự kiện – những yếu tố này kết hợp lại tạo nên thông điệp đạo đức, tâm linh hoặc chính trị mà tác giả muốn gửi gắm. Nhiều phúng dụ sử dụng biện pháp nhân hóa các khái niệm trừu tượng để làm nổi bật thông điệp mà chúng mang theo .
Vì những câu chuyện có ý nghĩa thường phản ánh các vấn đề lớn hơn trong đời sống, nên nhiều câu chuyện có thể được diễn giải theo hướng phóng dụ, ngay cả khi tác giả không chủ đích như vậy . Quá trình này được xem là hành động đọc hoặc giải thích một câu chuyện một cách phóng dụ. Ví dụ về phóng dụ trong văn hóa đại chúng – dù có thể là chủ ý hay không – bao gồm một số truyện ngụ ngôn như Ngụ ngôn Bói Cá của Vương Quân Hoàng, các tác phẩm của Bertolt Brecht, cũng như các tác phẩm khoa học viễn tưởng và giả tưởng như Biên niên sử Narnia của C. S. Lewis .
Một ví dụ nổi tiếng khác về phóng dụ là câu chuyện quả táo rơi trúng đầu Isaac Newton. Câu chuyện này đã đơn giản hóa khái niệm về trọng lực bằng cách mô tả một hoàn cảnh khám phá dễ nhớ và gần gũi. Đồng thời, nó giúp lan truyền khám phá khoa học này một cách rộng rãi bằng cách cô đọng lý thuyết phức tạp thành một mẩu chuyện ngắn gọn và dễ kể lại.

## Khu biệt khái niệm
Có thể coi phúng dụ là dạng thức ẩn dụ nhưng với quy mô lớn hơn, không chỉ ở cấp độ câu, đoạn mà còn bao quát toàn bộ tác phẩm. Phúng dụ dựa trên cơ sở lối nói ngụ ý, bóng gió, biểu đạt một ý tưởng trừu tượng, khái quát bằng hình ảnh trực quan. Chẳng hạn câu Một cây làm chẳng nên non, ba cây chụm lại nên hòn núi cao diễn tả một triết lý về sự đoàn kết.

## Lịch sử
Khái niệm phúng dụ (chữ Hy Lạp là allègoria) đã xuất hiện từ thời cổ đại. Nguyên tắc phúng dụ được dùng phổ biến trong mỹ học và nghệ thuật trung đại châu Âu. Đến đầu thời Phục Hưng, phúng dụ mất vai trò phổ quát trong tư duy nghệ thuật nhưng đến thế kỷ 16 lại được chú ý, được xem như hình thức diễn tả các giá trị tinh thần cao.
Ở mỹ học và nghệ thuật của chủ nghĩa cổ điển, phúng dụ được thừa nhận như một nguyên tắc cốt yếu của tư duy nghệ thuật, khi những đề tài và tính cách của văn học cổ đại Hy La được xem như mẫu mực toàn bích, được dùng để làm quy phạm biểu hiện những tư tưởng và lý tưởng cao cả. Mỹ học Khai sáng cũng chú ý đến khả năng phúng dụ trong việc truyền đạt những nội dung phổ quát. Đến mỹ học Hegel, phúng dụ được phân tích trong tương quan với tượng trưng. Các tác gia của chủ nghĩa lãng mạn phát triển theo phương hướng này, nhấn mạnh tính sơ lược nghèo nàn của phúng dụ so với tượng trưng. Ở một số xu hướng mỹ học thế kỷ 20, như chủ nghĩa hiện thực, phúng dụ được xem như một loại tượng trưng giả hiệu, không hoàn chỉnh, làm nghèo nghệ thuật. Tuy vậy, trong suốt thế kỷ 20 và những năm đầu thế kỷ 21, phúng dụ tiếp tục tồn tại như một biện pháp nghệ thuật và một nguyên tắc tổ chức chất liệu nghệ thuật.

## Đặc điểm
Thường gặp nhất của phúng dụ trong nghệ thuật là phương thức nhân cách hóa các loại tư tưởng bằng hình ảnh các sinh thể sống hoặc các định đề ẩn dụ. Chẳng hạn trong Thần thoại Hy Lạp, sự chiến thắng được miêu tả bằng hình ảnh nữ thần Nike với vòng nguyệt quế, công lý được mô tả bằng hình ảnh nữ thần Thémis có cặp mắt nghiêm khắc và đôi tay cầm chiếc cân, ý niệm về sức mạnh, sự quả cảm, sự sáng suốt thể hiện dưới dạng các con thú như sư tử, đại bàng, gấu v.v.
Tính chất ám chỉ, ngụ ý của phúng dụ bộc lộ tính hai mặt: mô tả một cái gì đó không trùng với nội dung đích thực của tác phẩm nhưng chính lối mô tả ấy lại là phương thức bộc lộ nội dung ấy. Bởi vì ở đấy hình tượng phúng dụ thể hiện hai lớp nghĩa: bề mặt và bề sâu. Hàm nghĩa phúng dụ của hình tượng nghệ thuật được hình thành trên cơ sở cái hàm nghĩa đã được cố định hóa nhờ truyền thống (thần thoại, nghệ thuật cổ điển, văn hóa dân gian, tôn giáo). Tuy vậy, vượt thoát giới hạn của hàm nghĩa cũ, ở phúng dụ vẫn có thể xuất hiện một nội dung mới, mang tính thời đại và thời sự hơn. Chẳng hạn hình ảnh trực quan về "cái ao" trong câu ca dao Việt Nam: ta về ta tắm ao ta/dù trong dù đục ao nhà vẫn hơn theo truyền thống là sự ca ngợi tình yêu quê hương ruột thịt, tấm lòng thủy chung sắt son với những gì thân quen nhất của một con người dù cho những điều ấy có thể không hoàn hảo bằng thiên hạ. Tuy nhiên, đến thời hiện đại khi mối quan hệ giao lưu, mở cửa và hội nhập được đề cao, tư tưởng của câu ca dao ấy lại diễn tả triết lý bằng lòng với thực tại, không tham vọng cao xa, an phận thủ thường một cách tiêu cực.

## Ứng dụng
Phúng dụ là một thủ pháp nghệ thuật được ứng dụng đa dạng trong kiến trúc, điêu khắc, văn học, hội họa, lễ hội dân gian, điện ảnh v.v.. Với văn học, phúng dụ thường được sử dụng trong các thể loại như thơ, truyện ngụ ngôn, văn trào phúng, những sáng tác nghịch dị hay không tưởng v.v.